# Episparis sublibatrix
Episparis sublibatrix är en fjärilsart som beskrevs av Felix Bryk 1915. Episparis sublibatrix ingår i släktet Episparis och familjen nattflyn. Inga underarter finns listade i Catalogue of Life.